# Hoplocorypha boviformis
Hoplocorypha boviformis är en bönsyrseart som beskrevs av Rehn 1912. Hoplocorypha boviformis ingår i släktet Hoplocorypha och familjen Thespidae. Inga underarter finns listade i Catalogue of Life.